# Lyftbord

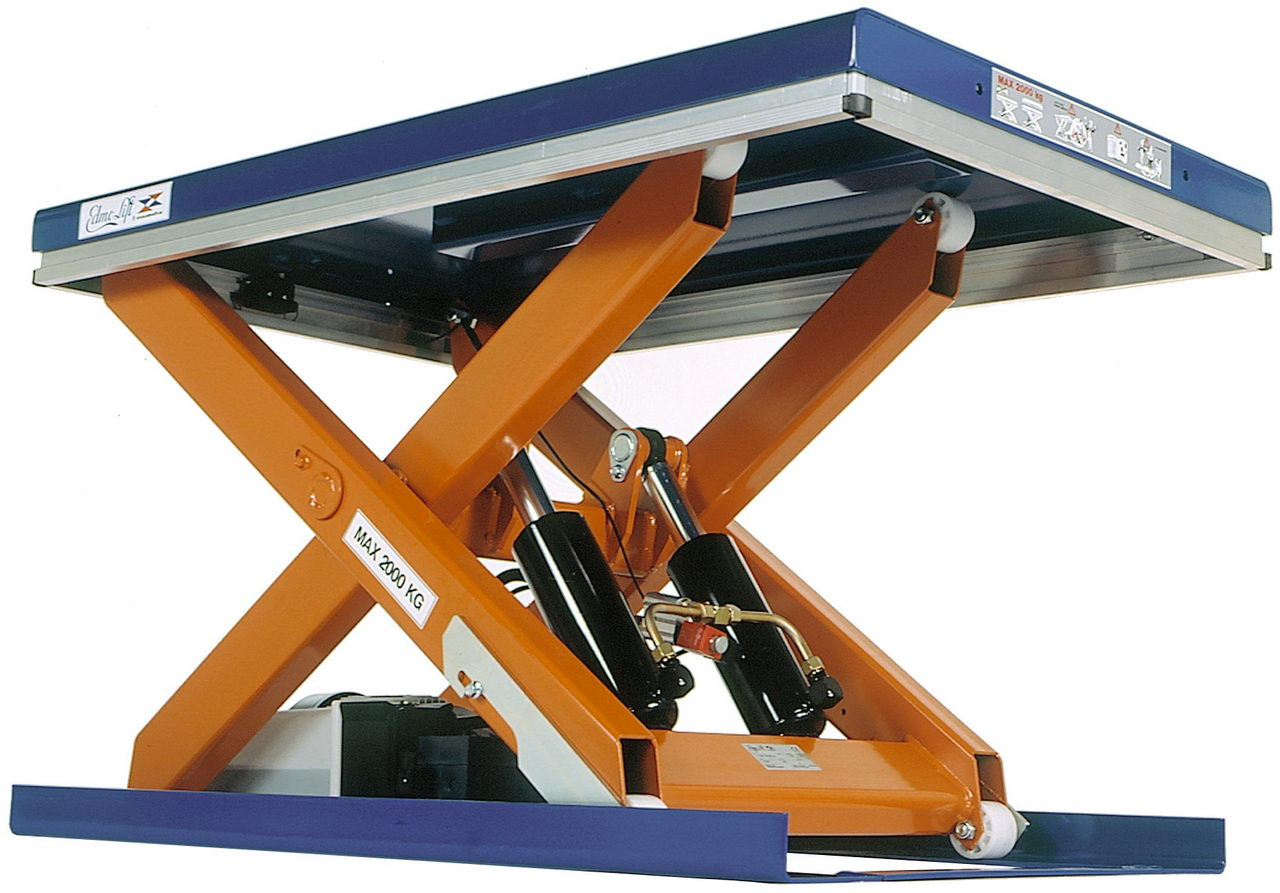
Lyftbord

Lyftbord är vanliga hjälpmedel inom industrin för att skapa höj och sänkbart arbetsytor. Normalt består ett lyftbord av ett underrede, en hydrauliskt manövrerad saxlyft och själva plattformen. Bordet är ofta försett med säkerhetsanordningar för att förhindra klämskador.